# Bungo (manga)
Bungo (estilizado como BUNGO) es una serie de manga japonesa con temática de béisbol escrita e ilustrada por Yūji Ninomiya. Ha sido serializado en la revista de manga seinen Shūkan Young Jump de Shūeisha desde el 14 de diciembre de 2014, y hasta el momento ha sido compilada en 27 volúmenes tankōbon.

## Publicación
Bungo está escrito e ilustrado por Yūji Ninomiya. La serie comenzó su serialización en la revista Shūkan Young Jump de Shūeisha el 18 de diciembre de 2014, y hasta el momento ha sido recopilado en 27 volúmenes tankōbon. El primer volumen se publicó el 17 de julio de 2015.
| Volúmenes de manga publicados | Volúmenes de manga publicados | Volúmenes de manga publicados |
| Número                        | Fecha de publicación          | ISBN                          |
| ----------------------------- | ----------------------------- | ----------------------------- |
| 1                             | 17 de julio de 2015           | ISBN 978-4-08-891533-3        |
| 2                             | 19 de septiembre de 2015      | ISBN 978-4-08-890190-9        |
| 3                             | 19 de octubre de 2015         | ISBN 978-4-08-890306-4        |
| 4                             | 19 de febrero de 2016         | ISBN 978-4-08-890359-0        |
| 5                             | 19 de mayo de 2016            | ISBN 978-4-08-890412-2        |
| 6                             | 19 de agosto de 2016          | ISBN 978-4-08-890541-9        |
| 7                             | 19 de diciembre de 2016       | ISBN 978-4-08-890542-6        |
| 8                             | 19 de diciembre de 2016       | ISBN 978-4-08-890585-3        |
| 9                             | 17 de marzo de 2017           | ISBN 978-4-08-890642-3        |
| 10                            | 19 de junio de 2017           | ISBN 978-4-08-890684-3        |
| 11                            | 19 de septiembre de 2017      | ISBN 978-4-08-890741-3        |
| 12                            | 19 de diciembre de 2017       | ISBN 978-4-08-890822-9        |
| 13                            | 19 de marzo de 2018           | ISBN 978-4-08-890878-6        |
| 14                            | 19 de junio de 2018           | ISBN 978-4-08-891047-5        |
| 15                            | 19 de septiembre de 2018      | ISBN 978-4-08-891097-0        |
| 16                            | 19 de diciembre de 2018       | ISBN 978-4-08-891172-4        |
| 17                            | 19 de marzo de 2019           | ISBN 978-4-08-891227-1        |
| 18                            | 19 de junio de 2019           | ISBN 978-4-08-891316-2        |
| 19                            | 19 de agosto de 2019          | ISBN 978-4-08-891345-2        |
| 20                            | 19 de noviembre de 2019       | ISBN 978-4-08-891432-9        |
| 21                            | 19 de febrero de 2020         | ISBN 978-4-08-891478-7        |
| 22                            | 19 de marzo de 2020           | ISBN 978-4-08-891541-8        |
| 23                            | 19 de junio de 2020           | ISBN 978-4-08-891583-8        |
| 24                            | 18 de septiembre de 2020      | ISBN 978-4-08-891644-6        |
| 25                            | 18 de diciembre de 2020       | ISBN 978-4-08-891734-4        |
| 26                            | 18 de marzo de 2021           | ISBN 978-4-08-891815-0        |
| 27                            | 18 de junio de 2021           | ISBN 978-4-08-892026-9        |
| 28                            | 18 de septiembre de 2021      | ISBN 978-4-08-892049-8        |